# Змарано
Змарано (італ. Smarano) — муніципалітет в Італії, у регіоні Трентіно-Альто-Адідже,  провінція Тренто. У 2015 році муніципалітет об'єднали разом з муніципалітетами Коредо, Таїо, Трес і Верво, у єдиний муніципалітет Предайя.
Змарано було розташоване на відстані близько 510 км на північ від Рима, 32 км на північ від Тренто.
Населення — 499 осіб (2012).
Щорічний фестиваль відбувається 15 серпня. Покровителька — Богородиця Небовзята.

## Демографія
Населення за роками:

Станом на 31 грудня 2010 року в муніципалітеті офіційно проживав 61 іноземець з 6 країн, серед них 5 громадян країн Євросоюзу.

## Сусідні муніципалітети
- Коредо
- Сфруц
- Трес